# Mittéï
Pour les articles homonymes, voir Jean Mariette.
Mittéï, de son vrai nom Jean Mariette, né le 5 juin 1932 à Cheratte (province de Liège) et mort le 16 avril 2001, est un auteur de bande dessinée belge. Il signe aussi sous le pseudonyme Hao.

## Biographie

### Jeunesse
Jean Thomas Toussaint Mariette, dit Mittéï, naît le 5 juin 1932 à Cheratte-Hauteurs. Il y grandit en compagnie de son frère Léon et de sa sœur Yvonne. Enfant, il lit Spirou et développe ainsi son attirance pour la bande dessinée tandis que son amour du dessin lui vient d’un oncle aquarelliste. Il devient membre des Amis de Spirou sous le nom de Jean Valhardi, puis du Club Spirou Aviation créés par Jean Doisy, le créateur du personnage Jean Valhardi. Pendant la Seconde Guerre mondiale, il s'invente une suite au Christophe Colomb de Jijé. Il devient élève au collège Saint-Hadelin de Visé où il publie sa première bande dessinée La Splendide Escadrille “Maggie New York” qu'il signe sous le pseudonyme de Jiem choisi comme la prononciation de ses initiales à l'instar de Jijé — à qui il rend de la sorte hommage — en 1945. Un de ses professeurs qui constate ses possibilités graphiques, l'oriente vers l’Institut Saint-Luc où il  poursuit ses études en 1946 pendant huit ans. En 1952, il entre à l'Académie des beaux-arts de Liège.

### Les débuts
Mittéï travaille ensuite dans le domaine publicitaire comme graphiste publicitaire, affichiste. Auprès d'Albert Fromenteau du studio de dessins animés ATP, il s’initie aux techniques d’animation et réalise deux courts métrages publicitaires : Taxis Melchior et Pâquerette et le corbeau. Puis, il se tourne vers la bande dessinée. Mittéï crée ses premières séries : John Camel en 1949 (un détective privé qui deviendra Bobby Duval sous le pseudonyme de Jiem, en 1950), Kristophe Kolon ou les strips sans parole de Colin et Colas, entre 1950 et 1955 pour des hebdomadaires locaux comme L’Écho de Waremme ou Le Bulletin notarial de Verviers.

### Auteur

#### Les années 1950
Mittéï travaille à l’atelier Atgil du dessinateur Charles Gilbert : créateur du journal liégeois de bandes dessinées Grand-Cœur. Au début des années 1950, Mittéï dessine Le Rapin de Pâques dans Petits Belges. Pour le même journal, il publie son premier récit en couleurs : Le Sorcier de Bonne Montagne en 1954. Il se marie en décembre 1954.
Il est appelé sous les drapeaux pour effectuer son service militaire en février 1955.
Il publie sa bande dessinée qui reste inachevée La Course au timbre dans les cinq premiers numéros du Journal de Paddy en 1955.
Pour Tintin, il dessine la première aventure de Rouly-la-Brise, un moyen récit de 30 planches sur un scénario de Michel Greg en 1959, l'album est publié chez Bédéscope en 1984.

##### Dessinateur au journalLe Soir
Mittéï est démobilisé en juillet 1956. Après avoir réalisé en 1956, quelques bandes verticales dans le quotidien bruxellois Le Soir mais également dans un journal flamand du Nord du pays De Standaard, il dessine la vie de Paul Cézanne en 12 planches dont le récit est publié par groupe de 4 cases quotidiennes dans le journal Le Soir en septembre 1957, ainsi qu'une centaine d'autres biographies. Ensuite, il exerce différents métiers : étalagiste et musicien.

### Décoriste
Mittéï retrouve Michel Greg, il rejoint son studio, dès 1958, et l'assiste sur Luc Junior dans La Libre Junior en réalisant les décors. Il commence ainsi ce qui va devenir sa spécialité. Puis, il exerce pour Dino Attanasio avec L'Oiseau de Feu, une aventure de Bob Morane, (Marabout, 1960) et un court récit de Spaghetti dans Tintin, pour Tibet (sur Globul en 1959, Le Club des « Peur-de-rien » pour Junior, le supplément de Chez Nous). Il entre au studio Tintin où, sous la houlette de Will, il s’occupe de la mise en page du Journal Tintin, réalisant couvertures et illustrations, notamment pour les rubriques Tintin-Mondial (1959) ou Tintin-Auto (de 1960 à 1968) écrites par Philippe de Barsy. Parallèlement, il travaille aussi pour l'agence publicitaire Publiart et publie strips, illustrations et planches dans Tintin ainsi qu'à mi-temps pour Belvision sur l'adaptation en dessin animé de la série Chlorophylle de Raymond Macherot,.
Pour Tibet encore, il réalise les décors des sept premiers albums de Ric Hochet, dans Tintin entre 1961 et 1967. Pour Greg, il réalise les décors de Le Jeu des cinq As 22, la première histoire de la série Les As qui paraît dans Vaillant en 1963-1964,.
Pour Paul Cuvelier dans la série Line, scénarisée par Greg, Mittéï se charge de dessiner les autos et les avions, prépubliée dans Tintin et publiée au Lombard. Tandis qu'en 1967, cette fois c'est Francis Bertrand qu'il assiste pour un épisode de la série Jacky et Célestin parue dans Le Soir. En 1968, il assiste Édouard Aidans sur l'épisode Les Pirates de la brousse de la série Les Franval, l'album est publié dans la collection « Jeune Europe » aux éditions du Lombard en 1969.

#### Les années 1960 chez Le Lombard
Pour Line, le pendant féminin de Tintin, il crée la série humoristique Nane et Mitsou, des sœurs jumelles dont il publie au moins une cinquantaine de planches à gags de 1960 à 1963. Il dessine Le Bolide d'argent sur un scénario de Greg en 1960 publié dans La Libre junior, supplément du quotidien La Libre Belgique et publiés chez Bédésup en 1981. Pour Tintin, en 1960, Mittéï va entreprendre, ce qui deviendra sa plus longue série : L'Indésirable Désiré, un musicien éternel étourdi qui sera déclinée soit sous forme de gags soit en moyens récits, il poursuivra cette série jusqu'en 1974, les albums des moyens récits sont publiés la collection « Une histoire du journal Tintin » par Le Lombard pour deux premiers tomes (1969-1970) ainsi que dans la collection « Vedette » (1971-1974) pour deux autres tomes avant de connaître une intégrale en 6 tomes publiée par Le Coffre à BD de 2011 à 2015. Il est à noter que ce personnage sera le support des différentes campagnes publicitaires des barres chocolatées Milky Way de 1965 à 1967. Il dessine, sur un scénario de Greg, un moyen récit de 30 planches Les Chevaliers de Muzardon, annoncé dès le numéro 1, commencé au numéro 2 et terminé au numéro 16 de 1961 dans Tintin, cette histoire est inédite en album. Il dessine, toujours sur scénario de Greg, un récit de vingt-quatre planches La Maison Forester pour le journal publicitaire du café Corso, en 1962 et repris dans l’album publié par Bédésup en 1981. En 1962, il anime Les 3 A, une nouvelle série sur le scoutisme, en compagnie de Tibet et André-Paul Duchâteau, les sept premiers albums sont publiés aux éditions du Lombard (1966-1977), puis le huitième est publié chez Bédéscope en 1979 avant d'être réédités chez BD Must en 2016. Entre 1965 et 1969, il scénarise huit épisodes de Prudence Petitpas pour Maurice Maréchal, les deux dernières paraissant dans Tintin Sélection (2 albums, Le Lombard, 1967-1968). Pour la série Modeste et Pompon créée par Franquin, Mittéï fournit des scénarios à Dino Attanasio dès 1966 avant de succéder à ce dernier en 1969, d'abord sur ses propres scénarios, puis sur ceux de Christian Godard, assisté de Foal dans Tintin et ce jusqu'en 1975. Les gags seront compilés en six albums publiés chez Horus en 1979.
À l'occasion des numéros de Tintin consacrés à la Noël, Mittéï réalise, pendant une décennie (1961-1970) les couvertures du journal et de courts récits sur ce thème, scénarisés par Greg, Yves Duval, Hachel ou encore par lui-même, quelques-uns de ces récits seront réunis en album par Récréabull en 1986 ainsi que par BD Must en 2023.

#### Les années 1970  chez Le Lombard
En 1972, avec Greg, il dessine un moyen récit en 30 planches d'une série dénommée Les Cascadeurs prépubliée par chapitre dans Tintin et qui ne connaîtra pas d'album. En 1975, au terme du contrat sur Modeste et Pompon, Henri Desclez, le nouveau rédacteur en chef choisit Griffo pour lui succéder et lui refuse également Bonaventure dont un court récit de trois planches sera malgré tout publié en 1977,. Pour son ancien assistant Renoy, il écrit le scénario du premier épisode de la série Nanouche sous le pseudonyme de Janeiro en 1977, l'album paraît chez Le Lombard en 1981.

### Transfuge chezSpirou

#### Les années 1970 dansSpirou
Seron, son ancien assistant, déçu des scénarios d'Albert Desprechins fait appel à lui pour prendre la suite de la série Les Petits Hommes pour Spirou, il insuffle à la série une nouvelle dynamique sous le pseudonyme de Hao jusqu'en 1981. Le 4 mai 1972, paraît le gag no 715 de Gaston Lagaffe dessiné par Franquin et signé Hao dans le Spirou no 1777 repris dans l'album Gaffes, bévues et boulettes. De même pour Boule et Bill, il réalise quelques gags pour Roba. De 1973 à 1975, il signe les scénarios de La Famille Fohal pour Seron dans Pif Gadget, 2 albums chez Soleil sous le nom de Famille Martin.
En 1974, Mittéï s'associe avec son ancien assistant Marc Hardy au dessin pour créer la série Badminton qui est publiée en récit à suivre des nos 1898 à 1904 en 1974 et nos 1941 à 1945 en 1975, l'album paraît aux Éditions Michel Deligne en 1979. De son côté, Walthéry fait appel à son vieux copain Mittéï pour quelques scénarios de Natacha, Double Vol (1975), L'Hôtesse et Monna Lisa (1977), Les Petits Miquets (1978), Le Grand Pari (1985), Les Culottes de fer (1986), en outre, Mittéï réalisera bien plus tard les décors de Cauchemirage et de La Ceinture de Cherchemidi et pour un autre éditeur Marsu Productions en 1989 et 1992. Mittéï propose un nouvel héros Bonaventure, un gamin malchanceux à qui arrivent des catastrophes lorsqu'il enlève ses lunettes et qui connaîtra deux histoires courtes et deux histoires à suivre de 1976 à 1983,, 2 albums paraissent en 1981 et 1983. À la demande de son éditeur Charles Dupuis, Mittéï entame l'adaptation d'une œuvre littéraire en bande dessinée Les Lettres de mon moulin d'Alphonse Daudet qu'il réalisera seul de 1977 à 1984, elles seront reprises en 3 albums dans la collection « Les Meilleurs Récits du journal de Spirou » aux éditions Dupuis (1979-1985). Le Capitaine Lahuche et son navire Le Tyran d'eau vont vivre leurs deux dernières aventures de 44 planches sous la plume de Mittéï et le crayon de Francis en 1976 et 1977, pas d'album publié.
Pour Renaud, il écrit le scénario de Myrtille, Vidpoche et Cabochar, une série humoristique d'un trio qui vit le temps de deux récits (1978-1982), 2 albums chez La Vache qui Médite en 2013 et 2016.
De 1979 à 1981, Mittéï écrit le scénario de la série Les Casseurs de bois, une série d'aéromodélisme pour Arthur Piroton assisté de Francis Carin, la série compte 3 récits, l'album paraît chez Point Image en 1997.
À partir de 1979, Mittéï s'associe avec Laudec pour créer la série L'An 40 encore dénommée Curé-la-Flûte (1979-1985), cette série connaîtra 6 courts récits et 2 récits à suivre et sera publiée en deux albums chez Dupuis d'abord (1985) puis chez MC Productions (1988).
Pour le numéro Spécial Noël 1979, en compagnie de Walthéry et Carin, il dessine la double couverture lumineuse par rétroéclairage et publie un récit de Noël en 6 planches Le Père Noël et le ramoneur ainsi que le scénario d'un récit de deux planches pour Aurore et Ulysse de Pierre Seron.

#### Les années 1980 dansSpirou
Le 9 septembre 1982, paraît La Rolls de 38, un récit en 11 planches de Sophie dessiné par Jidéhem sur un scénario de Mittéï dans le Spirou no 2317 repris dans l'album Sophie et Compagnie.
Prudence Petitpas revient pour quatre courts récits sous la plume de Jiem, autre pseudonyme de Mittéï de 1984 à 1986.
En 1985, il adapte en bande dessinée le conte Le Fantôme de Marley de Charles Dickens, un auteur qu'il apprécie, une mésentente avec le rédacteur en chef Philippe Vandooren oblige l'artiste à condenser la fin de son histoire afin de limiter le nombre de planches à 24, ce qui l'irrite et l'amènera à la cessation de ses activités pour le journal de Marcinelle. L'album sort chez une petite structure éditoriale le B.D. Club de Genève en 1999.

### Changement d'éditeur
Mittéï réalise un tract politique Tchantchès sous forme d’album pour André Cools (Chambre des représentants, en 1987). Spirou ayant refusé Zanzan, sabots d’or au pays des Sottais, Mittéï adapte un conte wallon de Jean Bosly, un album publié chez Dessain, en 1988 et qui est traduit en wallon.
Pour l'œuvre caritative fondée par Coluche, il dessine La BD en or des Restos du cœur (Johann Mohin, 1990).
Parce que plusieurs projets n’aboutissent pas : Cul de jatte, une série de dessins en 1987 ou Les Brins de zinc, les aventures des membres d’un aéro-club entichés d'avions anciens, se voient refusées par Le Lombard en 1993, il redevient décoriste sur les Natacha en 1989 et 1992. En 1990, Mittéï rend un hommage graphique à François Walthéry dans l'album collectif Natacha. Spécial 20 ans (Marsu Productions, 1990), qui célèbre le 20e anniversaire de la série Natacha.
Il est pressenti pour reprendre le Petit Noël d’André Franquin, mais son choix final se porte sur Le P'tit Bout d'chique, quatre albums chez Marsu Productions (1994 et 1998), dont un coscénarisé par Michel Dusart.
Pour La Souris et le dessinateur, il se met lui-même en scène dans une série de gags domestiques publiés dans Visé magazine en 1999. Douze de ces strips sont repris dans Mittéï itinéraire BD chez Grondal (2011).
En 2000, il rend hommage à Will dans le portfolio États de Choc édité par Aazimuth.

### Les assistants
Mittéï se fait aider par des assistants : Walthéry, Dany (1964-1966), Seron (1966-1968), Hachel (1968-1970), Marc Hardy (1970-1972), Pierre Renoy (1973-1974), Luc Warnant.
Walthéry témoigne à propos Mittéï :
« Il était très chouette, très pédagogue. Il expliquait très bien. Pour faire une main par exemple. “Quand vous savez faire une main, disait-il, vous savez faire tout le reste.” Et il n’avait pas tort. Morris me l’avait toujours dit, lui qui est un spécialiste des mains également. À l’époque, je ne savais pas que c’était si important que ça. Donc voilà, des conseils comme ça. Après, dans l’année, j’ai continué à aller le voir. Et puis Géri, un dessinateur de chez Junior, un supplément belge de bonne famille qui reprenait notamment des séries de chez Tintin, est tombé malade. Alors pendant 18 semaines, il y a eu une sorte d’intérim. J’ai même dû interrompre un camp scout en juillet 1962 pour vite fait venir faire une planche qui m’a pris trois jours. »
Dany parle de Mittéï : 
« Il aimait beaucoup des auteurs comme Dickens ou Daudet. Il les a adaptés avec ses moyens. Il avait du mal à s’imposer comme auteur de BD, mais c’était quelqu’un d’attachant. Quelquefois, lorsqu’il faisait beau, on lâchait le travail de bureau et il m’emmenait avec lui dans la campagne, pour y faire des aquarelles. J’ai beaucoup appris de lui. C’était un artiste, un peu aigri malheureusement. »
Quant aux dessinateurs ; Attanasio parle ainsi de Mittéï : « Oui, mon ami Mittéï a dessiné des décors urbains dans L’Oiseau de feu. J’allais jusqu’à Liège pour lui apporter les planches, et on rigolait en buvant des coups. On ne prenait pas tout cela vraiment au sérieux. Il s’est même un moment présenté avec mes planches pour trouver du travail ! Il a d’ailleurs repris Modeste et Pompon juste après moi. »

### Aquarelliste

Autoportrait de Mittéï à l'aquarelle.

Mittéï peint également,, lors de ses déplacements à Bruges (1949), Malines (1992), Eisden (1992), il réalise aussi son autoportrait à de multiples reprises en 1970, en 1983 qu'il titre autoportrait à la Notger, en 2000. Pour Mittéï, l'aquarelle, c'est la détente, une passion. Mittéï peint en pleine nature, installé à son chevalet, occupé à ses aquarelles prenant pour sujet les plus belles et les plus typiques images de la région. Pour ce faire, il est souvent accompagné de son épouse et de ses enfants avec sa voiture à proximité — en général une voiture « élégante » car il s’offusque de voir tant de voitures actuelles n’ayant plus aucune âme — rejoint par des amis qui l’observent. Mittéï réalise ainsi de très nombreuses aquarelles qui passent dans les salles de vente. Selon le journaliste Jean Jour, Mittéï est un remarquable aquarelliste, membre du Cercle des Beaux-Arts. Il est doublé d'un redoutable caricaturiste,.

### Musicien
Mittéï est aussi pianiste, il était membre du groupe Foo Square Session composé de musiciens de sa région et d’autres orchestres. En août 1963, il rompt sa formation qui a compté jusqu'à neuf musiciens, longue d'une existence de quinze ans ayant un vaste répertoire de jazz, avec Louis Armstrong ou Glenn Miller et de chanson française avec les Bourvil, Georges Brassens, Henri Salvador, Ray Ventura et tant d'autres. Mittéï se sent écœuré car à son sens la musique se dégrade. En outre, les tenues changent ; le costume-cravate fait place au jeans délavé. C'est l'époque des cheveux longs et du yéyé qu'il n'apprécie pas. Jean Mariette s'éloigne des concerts de jazz et de l’animation de bals mais continue de jouer du piano.

### Promoteur de talents
Grâce à ses encouragements et ses conseils, Mittéï est à l’origine de la carrière de nombreux dessinateurs. Il est à l'instigation de ce que l'on nomme l'« École de Cheratte ». En particulier Walthéry, Dany, Seron, Hardy, Hachel, Pierre Renoy, Bruno Di Sano et Laudec. C'est avec acharnement qu'il mettra à pousser les jeunes en qui il croyait.

### Décès
Mittéï meurt le lundi 16 avril 2001 des suites d'une longue maladie, à l'âge de 68 ans. Il est inhumé au cimetière Cheratte-Haut.

### Vie privée
Mittéï se marie avec Marie-Thérèse (dite Mithée) Hawaux, le 23 décembre 1954. Son épouse est à l'origine de ses deux pseudonymes les plus souvent utilisés : Mittéï qui prend son origine dans le surnom et Hao sur la prononciation du nom de famille. Ils donneront naissance à Jean, George, Pierre et Gisèle et auront huit petits enfants,. Mittéï, aux idées tranchées, est connu pour être un bon-vivant qui pense beaucoup donc un bon-vivant attachant selon la formule de son bourgmestre Marcel Neven qui en atteste. Toute sa vie, il a habité Cheratte qu'il aimait tant.

## Style graphique
Selon Patrick Gaumer, Mittéï est un artiste prolifique qui pratique avec autant de bonheur les genres humoristique et réaliste et de par son traitement graphique nerveux et rapide, ses scénarios efficaces en font l'un des plus dignes représentants de la bande dessinée classique franco-belge. Et pour Jean Jour, Mittéi est « [...] partisan de la ligne claire, au dessin tout en rondeurs [...] qui, au cours des années, atteindra une pleine maturité du trait. ».

## Œuvres

### Albums

#### Séries en tant que dessinateur
- Les 3 A sur un scénario de Michel Vasseur alias André-Paul Duchâteau, Tibet réalisant l'encrage des personnages (et parfois certains crayonnés), Mittéï se sentant mal à l'aise dans le dessin réaliste[79].

#### Séries en tant que scénariste
- Natacha avec Walthéry
- Les Petits Hommes avec Seron sous le pseudonyme de Hao.

#### One-shots
- Badminton en Amazonie avec Hardy, Michel Deligne, 1979
- Pipo avec Walthéry, Bédésup 1981,Réédition 1994, Noir Dessin Production  (ISBN 2873510897).
- Les Bolides d’argent sur un scénario de Greg, Bédésup 1981[84]
- Le Capitaine Lahuche avec Francis Bertrand, Bédésup, 1984
- Zanzan sabots d'or au pays des Sotês, H. Dessain, Liège, 1988
Scénario et dessin : Mittéï - Couleurs : Jean Lequeu -  (ISBN 2-502-00183-8),d'après le conte wallon de Jean Bosly. Traduit en wallon liégeois sous le titre Zanzan sabots-d'ôr a payis dès Sotês : sorlon l'fave è walon d'à Jean Bosly (ISBN 2-502-00182-X).
- Les Récits de Noël dans Tintin[30], BD Must, Bruxelles, 1er novembre 2023
Scénario : Greg, Yves Duval, Mittéï - Dessin et couleurs : Mittéï -  (ISBN 9782875358929)

#### Collectifs
- Contes de Noël, Dupuis, coll. « Les Meilleurs Récits du journal de Spirou », Marcinelle, 4e trimestre 1978
Scénario et dessin : collectif dont Mittéï - Couleurs : collectif -  (ISBN 2-8001-0599-2)Contient notamment - Le Secret de l'arbre tordu - Scénario : Hao - Dessin : Seron et - Rencontres de Noël - Scénario et dessin : Mittéï).
- Il était une fois... Les Belges[85],[13], Le Lombard, Bruxelles, 1980
Scénario et couleurs : collectif - Dessin : collectif dont Mittéï,L'album est accompagné d'une lithographie numérotée et signée à 150 ex.
- 35 ans du Journal Tintin - 35 ans d'humour[86], Le Lombard, Bruxelles, septembre 1981
Scénario et couleurs : collectif - Dessin : collectif dont Mittéï
- Spécial animaux - 7 chefs-d'œuvre drôles, émouvants et tendres, Dupuis, coll. « Les Meilleurs Récits du journal de Spirou », Marcinelle, août 1986
Scénario et couleurs : collectif - Dessin : collectif dont Mittéï -  (ISBN 2-8001-1395-2).
- Natacha - Spécial 20e anniversaire - Nostalgia, Marsu Productions, Monaco, février 1990
Scénario : collectif - Dessin : collectif dont Mittéï - Couleurs : quadrichromie -  (ISBN 2-907159-04-6),Participation : Hommage à Walthéry.
- Rire c'est rire[87], F.I.R., 1995
Scénario et couleurs : collectif - Dessin : collectif dont Mittéï -  (ISBN 2-87265-046-6).

### Illustrations
- Illustration Paul Damblon, L'Espace[88], Bruxelles, Le Lombard, coll. « Chromos Timbre Tintin », 1964.
- Illustration Jacques Sacré, Mémoire de Fée, Schortgen, coll. « Légendes de nos villages », 1996.
- Aquarelle de couverture Guy Fontaine, Les Mots wallons : cwatrinme cint, vol. 5, Bressoux, Dricot, 1999, 240 p. (ISBN 2-87095-230-9)[89].
- Illustration André Sécretin, Un pêcheur, un homme comme les autres, Éditions Khani-RTBF Liège, 2001, 160 p.[90],[15].
- Dessin de couverture de Jean-Pierre Vervier, Gilberte Vervier et Griffon, À table avec le caveau liégeois, Liège, 2002, 74 p..

### Revues et journaux

#### Corso
Journal publicitaire du café Corso
- La Maison Forester[84] sur un scénario de Greg, récit repris dans l'album Le Bolide maudit, Bédésup, 1981.

#### La Libre Junior
Pour La Libre junior supplément au journal La Libre Belgique, il réalise des couvertures à l'occasion de Noël (fin des années 1950) ou de Pâques (le 13 avril 1960).

#### Line
- Nane et Mitsou[93] (1960-1963).

#### Tintin
- Les Chevaliers de Muzardon[1] avec Greg, prépublié dans le Journal de Tintin du no 2 (1961) au no 16 (1961), inédit en album.

### Marchands de journaux
Les 22 premiers albums de la série Natacha sont parus en kiosque dans une édition collector chez Hachette intitulée La collection Natacha de février 2018 à novembre 2018.

### Affiches
Mittéï signe l'affiche de l'œuvre de Johann Strauss Le Baron tzigane pour le Théâtre royal de Liège ainsi que celle de Jacques Offenbach Le Pont des soupirs pour le même théâtre en 1988. L'année suivante toujours pour le même théâtre, il réalise l'affiche de l'opéra-comique Les Saltimbanques de Louis Ganne.

### Para-BD
Mittéï n'a fait que très peu de para-bd, quelque cartes dont 3 de vœux, un mini-album, 2 ex-libris signés et un pin's pour la ville de Liège sont ainsi recensés,. Notons l'existence d'un ex-libris Li bande à cwate tiré à 199 exemplaires en hommage à « La Bande à quatre » composée de Jijé, Morris, Will et Franquin en 2000. Ultérieurement, sa production a été déclinée en ex-libris non signés ainsi qu'une carte de téléphonie.

### Expositions
- Expositions annuelles d'aquarelles à la salle Braham, Cheratte à l'époque de la Toussaint[109] ;
- Rétrospective Mittéï[15], Beaux-Arts de Liège, 2002 ;
- Mittéï tout simplement, Centre Culturel Visé du 21 avril au 11 mai 2006[110].

#### Expositions collectives
- L’Univers de la Bande dessinée organisée à l'occasion des 25 ans du journal Tintin, Passage 44, Bruxelles, octobre 1971[111],[112].
- Exposition Centenaire du Scoutisme, La Maison de la Bande Dessinée, Bruxelles du 13 février au 15 septembre 2007[113]
- Jardins secrets, Galerie Milenarts, Sombreffe du 23 octobre au 20 novembre 2011[114].

### Collections publiques
64 œuvres de cet artiste sont conservées au Centre belge de la bande dessinée et font partie du patrimoine mobilier de la région Bruxelles-Capitale.

## Postérité
Dans les pas de Mittéï, en avril 2011, fut inauguré un parcours jalonné d'une trentaine reproductions d’œuvres de Jean Mariette sont replacées dans leur décor réel. Des commentaires permettent au promeneur de mieux connaître la vie et l'œuvre de l'artiste ayant pour point de départ la rue Sabaré à Argenteau et d'un longueur de 4,5 km ou de 4 km. Deux ballades sont ainsi proposées la première allant de Cheratte-Hauteurs vers Cheratte-Bas, la seconde parcourt la vallée de la Julienne que l'artiste a souvent représentée dans ses aquarelles,.